# Melvin Sparks
Melvin Sparks (Houston, 22 de marzo de 1946 – Monet Vernon, 15 de marzo de 2011) fue un guitarrista de soul jazz, hard bop y jazz blues estadounidense. Grabó numerosos álbumes para Prestige Records y Savant Records. Aparece como músico de estudio con músicos como Lou Donaldson, Sonny Stitt, Leon Spencer y Johnny Hammond Smith.

## Carrera
Sparks creció en un entorno familiar llena de música. Tuvo su primera guitarra a los once años. Sparks comenzó a trabajar el género del rhythm and blues en el instituto, primero con los Hank Ballard y the Midnighters, y después con The Upsetters, una banda formada por donda pasaron Little Richard, Jackie Wilson, Curtis Mayfield y Marvin Gaye.
Sparks se trasladó a Nueva York y trabajó como músico de estudio para Blue Note y Prestige Records. Como parte de la floreciente escena soul-jazz de finales de los 60 y principios de los 70, Sparks a menudo apoyaba a organistas como Jack McDuff, Dr. Lonnie Smith, Charles Earland y Leon Spencer. Sparks lanzó su álbum debut, Sparks!, para Prestige en 1970.
Sparks murió el 15 de marzo de 2011, a los 64 años en su casa de Monte Vernon. Tenía diabetes y la tensión alta.

## Discografía

### Como líder
- Sparks! (Prestige, 1970; relanzado por BGP/Ace en 1993) -conLeon Spencer
- Spark Plug (Prestige, 1971) -conGrover Washington Jr.
- Akilah! (Prestige, 1972; relanzado por BGP/Ace en 1993)
- Texas Twister (Eastbound, 1973; relanzado por BGP/Ace en 1995)
- Melvin Sparks '75 (Westbound/20th Century, 1975; relanzado por BGP/Ace en 1995)
- I'm Funky Now (Westbound/20th Century, 1976; material inédito publicado finalmente por Ace en 2017)
- Sparkling (Muse, 1981)
- I'm A 'Gittar' Player (Cannonball, 1997)
- What You Hear Is What You Get (Nectar, 2001; Savant, 2003)
- It Is What It Is (Savant, 2004)
- This Is It! (Savant, 2005)
- Groove On Up (Savant, 2006)
- Live at Nectar's (One Note, 2010 [rel. 2017])

### Como miembro de banda
Con Henry "Pucho" Brown / Pucho & The Latin Soul Brothers
- Jungle Strut (Lexington/West 47th, 1993)
- Rip A Dip (Milestone, 1995)

Con Rusty Bryant
- Soul Liberation (Prestige, 1970) -con Charles Earland

Con Hank Crawford
- Indigo Blue (Milestone, 1983)
- Down on the Deuce (Milestone, 1984)
- Roadside Symphony (Milestone, 1985)
- Night Beat (Milestone, 1989)
- Groove Master (Milestone, 1990)
- South Central (Milestone, 1992)
- Tight (Milestone, 1996)
- After Dark (Milestone, 1998)
- Crunch Time (Milestone, 1998) -con Jimmy McGriff
- The World of Hank Crawford (Milestone, 2002)

Con Dennis Day
- All Things in Time (D-Day Media, 2008)

Con Joey DeFrancesco
- All In The Family (HighNote, 1998)
- Plays Sinatra His Way (HighNote, 2004)

Con Papa John DeFrancesco
- Hip Cake Walk (HighNote, 2001)

Con Karl Denson
- Dance Lesson #2 (Blue Note, 2001)

Con Lou Donaldson
- Hot Dog (Blue Note, 1969) -con Charles Earland
- Everything I Play Is Funky (Blue Note, 1969)
- The Scorpion (Blue Note, 1970)
- Cosmos (Blue Note, 1971)

Con Charles Earland
- Black Talk! (Prestige, 1969)
- Infant Eyes (Muse, 1979)
- Pleasant Afternoon (Muse, 1981)
- Slammin' & Jammin' (Savant, 1998)
- Cookin' with the Mighty Burner (HighNote, 1999)

Con Ceasar Frazier
- Hail Ceasar! (Eastbound, 1972)

Con Red Holloway
- Keep That Groove Going! (Milestone, 2001) -con Plas Johnson
- Coast to Coast (Milestone, 2003)

Con Etta Jones
- If You Could See Me Now (Muse, 1978)

Con Charles Kynard
- Wa-Tu-Wa-Zui (Beautiful People) (Prestige, 1970)

Con Ron Levy
- Zim Zam Zoom: Acid Blues on B-3 (Bullseye Blues, 1996)
- Voodoo Boogaloo (Levtron, 2005)

Con Johnny Lytle
- Good Vibes (Muse, 1982)
- Happy Ground (Muse, 1989)

Con Jack McDuff
- Do It Now! (Atlantic, 1966)
- Double Barrelled Soul (Atlantic, 1967) -con David "Fathead" Newman

Con Jimmy McGriff
- Countdown (Milestone, 1983)
- State of the Art (Milestone, 1985)
- Blue to the 'Bone (Milestone, 1988)
- Feelin' It (Milestone, 2001)
- McGriff Avenue (Milestone, 2001)

Con Idris Muhammad
- Black Rhythm Revolution! (Prestige, 1970)
- Peace and Rhythm (Prestige, 1971)

Con John Patton
- Soul Connection (Nilva, 1983)

Con Houston Person
- The Nearness of You (Muse, 1977)
- Suspicions (Muse, 1980)
- Heavy Juice (Muse, 1982)
- We Owe It All To Love (Baseline [UK], 1989)
- Christmas with Houston Person and Friends (Muse, 1994)

Con Sonny Phillips
- Black Magic (Prestige, 1970)
- Black on Black! (Prestige, 1970)

Con Bernard Purdie
- Bernard Purdie's Jazz Groove Sessions In Tokyo (Lexington/West 47th, 1993)

Con Alvin Queen
- Lenox and Seventh (Black & Blue, 1985) -con Dr. Lonnie Smith

Con Rhoda Scott
- Very Saxy: Live Au Meridien (Ahead, 2005) -con Ricky Ford, Houston Person

Con Johnny "Hammond" Smith
- Wild Horses Rock Steady (Kudu/CTI, 1971)

Con Dr. Lonnie Smith
- Think! (Blue Note, 1968)
- Turning Point (Blue Note, 1969)

Con Leon Spencer
- Sneak Preview! (Prestige, 1970)
- Louisiana Slim (Prestige, 1971)
- Bad Walking Woman (Prestige, 1972)
- Where I'm Coming From (Prestige, 1973)

Con Dakota Staton
- A Packet of Love Letters (HighNote, 1996)

Con Tom "T Bone" Stinson
- On Fire (Golden Zebra, 2004)

Con Sonny Stitt
- Turn It On! (Prestige, 1971)
- Black Vibrations (Prestige, 1971)

Con Leon Thomas
- Leon Thomas Blues Band (Portrait/Epic), 1988

Con Reuben Wilson
- Blue Mode (Blue Note, 1969)
- The Cisco Kid (Groove Merchant, 1973)
- Down with It (Cannonball, 1998)
- Fun House (Savant, 2005)

Con Jimmy Witherspoon
- The Blues Is Now (Verve, 1967) -con Jack McDuff